# 伯明翰藝術學院
伯明翰藝術學院（Birmingham School of Art），後改制為伯明翰藝術設計學院，現已被併入伯明翰城市大學(Birmingham City University, BCU)。今為伯明翰城市大學藝術、設計與多媒體學院（Faculty of Arts, Design and Media）。
曾為英國第一大藝術學院，並以珠寶設計與時尚服裝設計聞名。